# Rezervația naturală Șulgan-Taș
Rezervația naturală Șulgan-Taș (în bașchiră Шүлгәнташ, în rusă Шульган-Таш заповедник, transliterat: Șulgan-Taș zapovednik) este un „zapovednik⁠(d)” rusesc (rezervație naturală strictă) aflat la poalele vestice ale marginii sudice a Munților Ural. Terenul rezervației este acoperit cu păduri dese și are o topografie carstică; aici se află unele peșteri locuite de oameni în perioada preistorică (Peștera Kapova⁠(d)). Rezervația este situată în raionul Burzean⁠(d) al Republicii Bașkortostan, la o distanță de aproximativ 40 km sud-est de localitatea Starosubkhangulovo⁠(d) (centrul administrativ al raionului). Teritoriul acestei rezervații a fost inclus în anul 2012 în Rezervația Biosferei UNESCO „Uralul Bașchir”, în mod deosebit pentru protejarea albinei Burziuan, care a fost crescută încă din cele mai vechi timpuri de către populația bașchiră locală și pentru care au fost angajați 13 „bortnik”-i cu normă întreagă (practicanți ai apiculturii antice).

## Topografie
Terenul rezervației Șulgan-Taș este alcătuit din dealuri joase (culmi de 100–300 de metri, tăiate de văile râurilor și pâraielor); variația generală de altitudine din rezervație este de 240–700 de metri. Perimetrul rezervației este acoperit în proporție de peste 90% de păduri de foioase și păduri de conifere mici, iar în restul teritoriului se află zone mici de stepe montane și pajiști. Șulgan-Taș include Rezervația Entomologică Altîn-Solok⁠(d) și se învecinează cu Parcul Național Bashkiriya⁠(d) la vest și la sud. Râurile Nuguș⁠(d) și Belaia curg prin rezervație.
Cea mai faimoasă dintre peșterile de calcar de pe teritoriul rezervației este „Șulgan-Taș (Kapova)”, care este cunoscută pentru posibilitatea efectuării unor expediții de explorare și vizitare (peste 3 km de săli și galerii), pentru existența a peste 200 de picturi rupestre antice (care datează din secolele XVII–XIV î.Hr.) și ca sit etnografic de mare importanță pentru populația bașchiră locală. Picturile rupestre înfățișează mamuți, cai, forme geometrice, caractere complexe și figuri antropomorfe. În interiorul peșterii se află un râu subteran („Șulgan”).

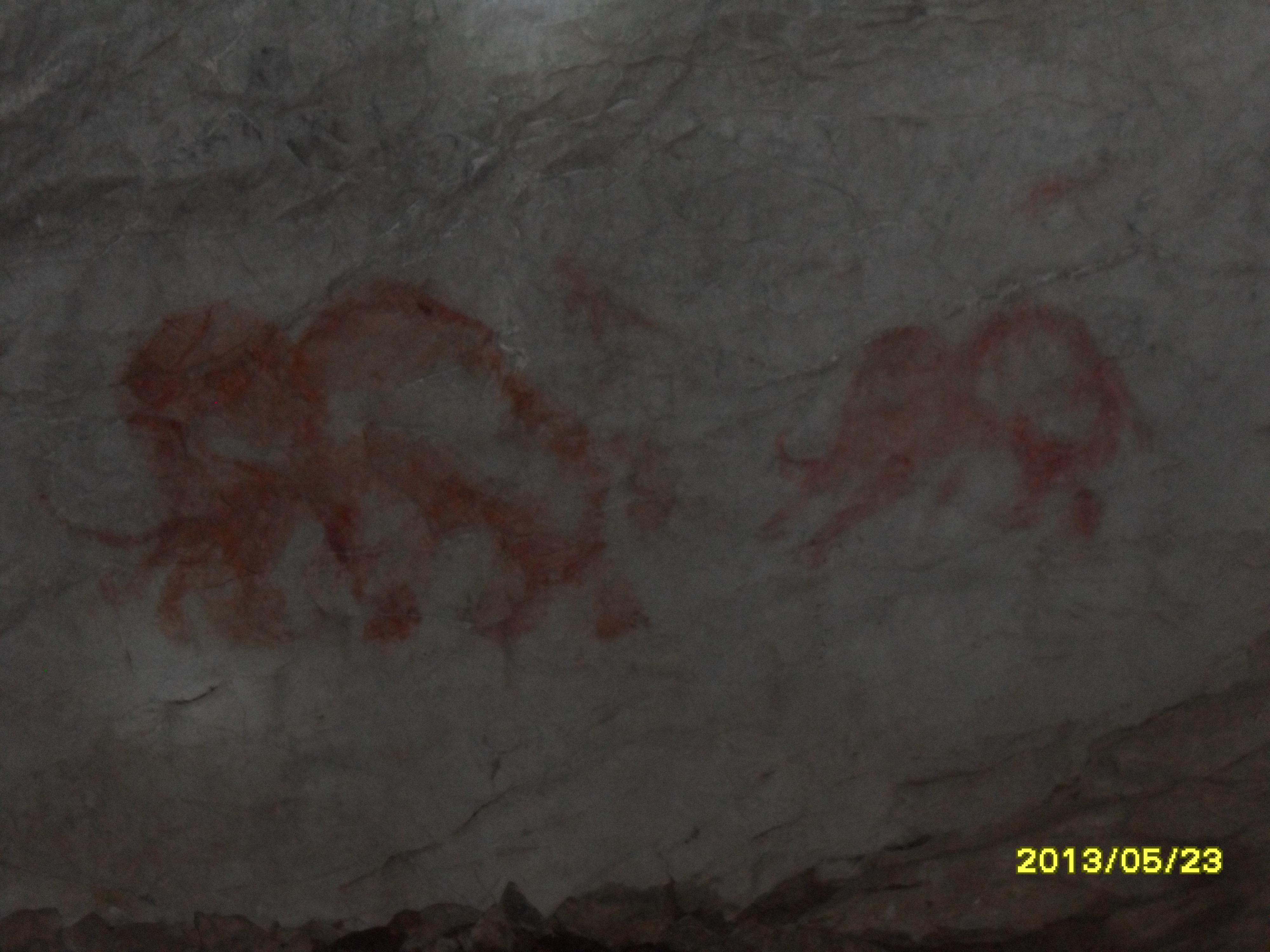
Pictură rupestră a unor mamuți în Peștera Kapova

## Climă și ecoregiune
Rezervația Șulgan-Taș este situată în ecoregiunea stepa forestieră est-europeană⁠(d), o zonă de tranziție între pădurile de foioase din nord și pajiștile din sud. Această ecoregiune este caracterizată printr-o combinație de păduri, stepă și zone acvatice umede.
Clima de pe teritoriul rezervației Șulgan-Taș este o climă temperat-continentală umedă (conform clasificării climatice Köppen (Dfb)). Această climă se caracterizează prin variații mari de temperatură, atât diurne, cât și sezoniere, cu veri blânde și ierni reci, cu zăpadă.

## Floră și faună
Șulgan-Taș se află în zona de întâlnire a pădurilor de foioase (limita estică a pădurilor de tei, păduri de stejar, ulm și arțar, cu câțiva stejari pe pantele sudice) cu taigaua de conifere mici (formate în mare parte din pini). Oamenii de știință din rezervație au identificat 877 de specii de plante vasculare, 184 de specii de mușchi, 233 de specii de licheni, 117 specii de ciuperci și 202 specii de alge și cianobacterii. Dintre plantele vasculare, aproximativ 10% sunt endemice, iar 10 specii dintre acestea sunt de molid și tei.
Animalele de pe teritoriul rezervației sunt cele tipice zonei de întâlnire munte–pădure din pădurile europene (cum ar fi șoarecii) și cele tipice pădurilor siberiene (precum iepurele de câmp etc.) Mamiferele mari comune sunt elanul, ursul, vulpea și jderul. Oamenii de știință din rezervație au identificat 60 de specii de mamifere.

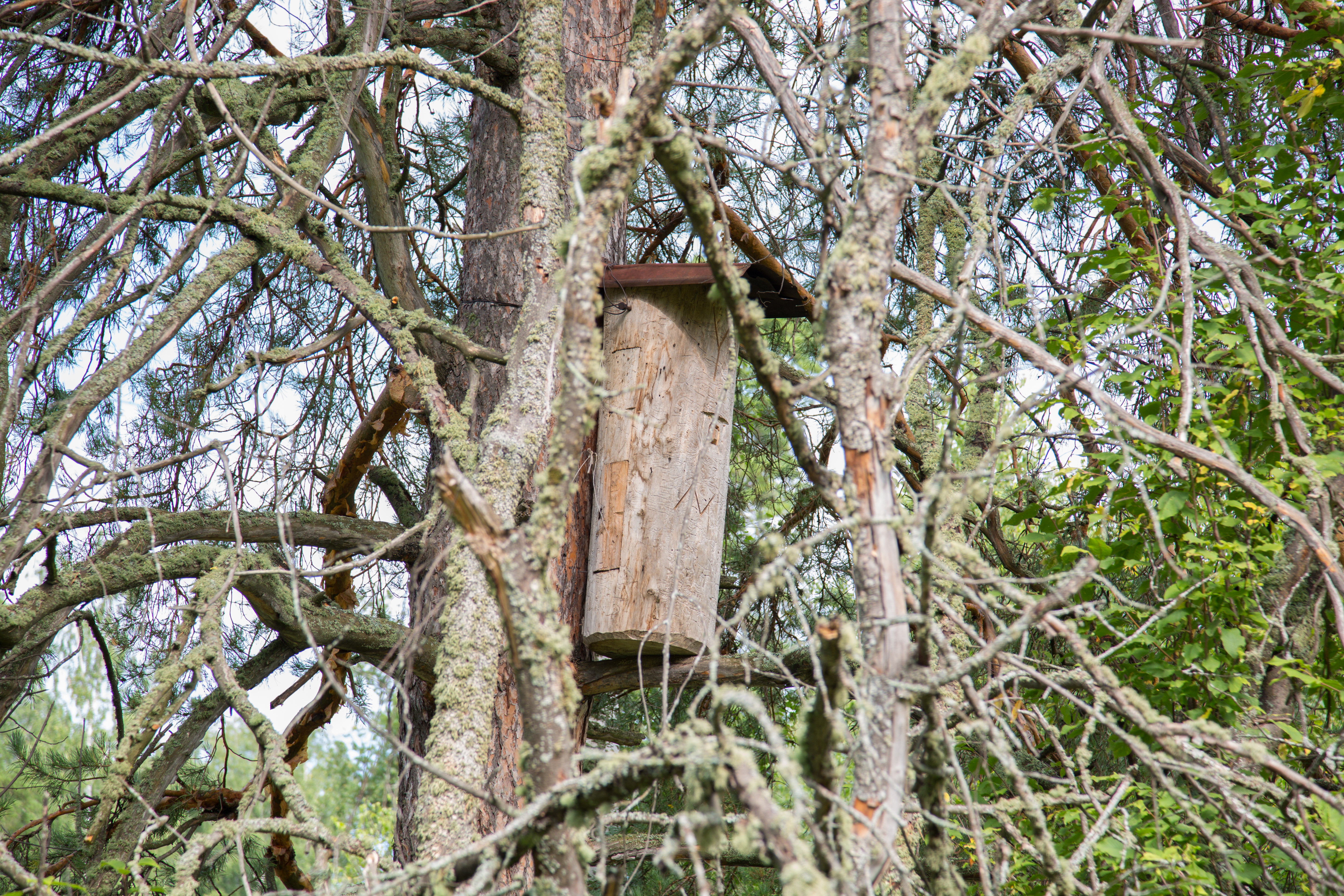
Apicultură în cadrul rezervației Șulgan-Taș

Preocuparea principală a administrației rezervației este protejarea fondului genetic al albinelor proprii de contactul cu albinele din exterior. (Importul de albine este interzis). Deoarece coloniile de albine domesticite din afara rezervației suferă din cauza consangvinității și a altor afecțiuni, Rezervația Șulgan-Taș poate furniza un serviciu clasic de „rezervă”, exportând albine pentru a consolida familiile din exterior.

## Acces și educație ecologică
Rezervația Șulgan-Taș este unul dintre „zapovednik-urile” rusești cu amenajări turistice relativ avansate; peste 36.000 de turiști vizitează acest loc în fiecare an. Există aici o peșteră care poate fi vizitată, un muzeu al apiculturii, un loc de joacă amenajat, locuri de parcare, stupine, platforme de observație, un bar și un magazin de suveniruri (unde se vinde miere sălbatică). Administrația rezervației a amenajat o serie de trasee „ecoturistice”, mai ales trasee de drumeții către platformele de observație, peșteră și stupine. Sediul principal al rezervațueu este în satul Irghizlî⁠(d).